# Primera División Nacional de Cantabria
La Primera División Nacional de Cantabria es una competición autonómica organizada por la Federación Cántabra de Baloncesto, encuadrada dentro del quinto escalafón de divisiones a nivel nacional de baloncesto masculino, denominado como Primera División Nacional de Baloncesto, compuesta por 17 grupos correspondientes a cada comunidad autónoma.

## Sistema de competición
La liga consiste en un grupo de 8 equipos. Al concluir la temporada los cuatro primeros clasificados disputan una segunda fase para determinar los dos finalistas del torneo. Igualmente, estos cuatro primeros clasificados disputan la fase astur-cántabra para determinar qué equipos competirán en la fase de ascenso a la Liga EBA.

## Equipos participantes 2012/2013
- AD Amide Camargo
- UC Cantbasket Santander
- JVM Colindres
- La Paz Torrelavega
- AB Pas Piélagos 'B'
- SAB Torrelavega
- CB Solares
- Unión CB Santander

## Campeones  y subcampeones
- 2002-03: ADB Santoña - Pas Piélagos
- 2003-04: Pas Piélagos - CB Laredo
- 2004-05: Merkamueble Torrelavega - Estela Santander
- 2005-06: Merkamueble Torrelavega - Estela Santander
- 2006-07: Merkamueble Torrelavega - CB Laredo
- 2007-08: Merkamueble Torrelavega - Estela Santander
- 2008-09: Merkamueble Torrelavega - Pas Piélagos 'B'
- 2009-10: Merkamueble Torrelavega - Cantbasket 04 Santander
- 2010-11: Merkamueble Torrelavega - ADB Colindres
- 2011-12: ADB Colindres - SAB Torrelavega 'B'
- 2012-13: La Paz Torrelavega - UC Cantbasket Santander